# Gaspare Federigo
Gaspare Federigo (Venezia, 17 aprile 1769 – Padova, 7 marzo 1840) è stato un medico italiano.

## Biografia
Figlio di un avvocato e nipote per parte di madre di Gasparo Gozzi e di Carlo Gozzi, fece gli studi primari nella città natale e nel seminario di Padova.
Si laureò all'Università di Padova in medicina nel 1788.
Nel 1821 venne chiamato alla direzione della cattedra di Clinica Medica per i Chirurghi dell'Università di Padova, incarico che mantenne fino alla morte, e venne sostituito da Francesco Saverio Verson.